# Karaté Bushido
Karaté Bushido — французский журнал, публикующий истории о боевых искусствах со всего мира. Журнал был основан в 1974 году, через несколько месяцев после смерти Брюса Ли. Журнал также является организатором всемирно известного «Фестиваля боевых искусств» с 1985 года.

## Обложка журнала
Известные мастера боевых искусств, попавшие на обложку журнала.
- Брюс Ли – 1974
- Жан-Клод Ван Дамм – 1993
- Бас Рюттен – 1997
- Риксон Грейси – 1998
- Джеки Чан – 2000
- Фёдор Емельяненко – 2007
- Жорж Сен-Пьер – 2008
- Жером Ле Банне – 2012
- Франсис Нганну – 2019
- Дэйв Ледюк – 2020